# 何偉倫
何偉倫（英語：Ho Wai-lun，1992年－），前香港東區區議會下耀東選區議員，是工黨黨員。
何偉倫於2019年區議會選舉擊敗競逐連任的民主建港協進聯盟議員王志鍾當選。後來在因港府放風要DQ區議員而觸發的區議員辭職潮中離職。

## 地區工作
本職為註冊社工的工黨社區幹事何偉倫與黨友、西灣河區議員麥德正跟進「殺妻案」黃伯的情況，何偉倫認為此事反映區內人口老化、欠缺規劃，長者缺乏支援等問題，指區內不少公屋居民對「以老護老」的情況亦相當着緊，因此曾向不同政府部門提出長者政策的建議，如增加社區設施，惟問題未獲解決。工黨亦不時列席業主法團會議以支援如維修工程衍生的集資問題。2019年香港區議會選舉中，何偉倫以工黨成員身份參選下耀東，以「打破壟斷，踢走建制」為口號，挑戰爭取連任的民建聯王志鍾。何的文宣包括不少民生政綱，如爭取改善電車站設計、跟進過路安全設施等，並以地區服務是選舉主軸，選舉由工黨何偉倫以3,771票多於王志鍾的2,457票勝出。
| 政党   | 政党   | 候选人    | 票数  | %     | ±      |
| ------ | ------ | --------- | ----- | ----- | ------ |
|        | 工黨   | ①. 何偉倫 | 3,771 | 60.55 |        |
|        | 民建聯 | ②. 王志鍾 | 2,457 | 39.45 |        |
| 多数票 | 多数票 | 多数票    | 1314  | 21.55 | 不適用 |

## 外部連結
- 西灣河筲箕灣工作隊Facebook頁面（页面存档备份，存于）
- 東區區議會介紹頁面（页面存档备份，存于）
- 何偉倫的Facebook專頁

| 議會席位      | 議會席位                                  | 議會席位    |
| ------------- | ----------------------------------------- | ----------- |
| 前任： 王志鍾 | 東區區議會下耀東選區 2020年－2021年7月9日 | 繼任： 懸空 |